# Руських Сергій Миколайович
Сергі́й Микола́йович Ру́ських (1979—2020) — молодший сержант Збройних Сил України, учасник російсько-української війни.

## З життєпису
Народився 1979 року в м. Маріуполь. Працював на металургійному комбінаті «Азовсталь»; згодом — на державному підприємстві «Маріупольський морський торговельний порт» — механік перевантажувальних машин та начальник зміни. Очолював місцеву профспілкову організацію. Займався спортом — єдиноборствами.
З 2018 року проходив військову службу за контрактом, молодший сержант, військовослужбовець 46 ОДШБр.
1 березня 2020 року, в обідню пору загинув поблизу села Нижньотепле Станично-Луганського району на Луганщині — внаслідок влучання протитанкової керованої ракети в кабіну військового автомобіля КрАЗ (підвозив продукти на позиції за 3,5 км від лінії зіткнення). Ще двоє військовослужбовців зазнали поранень та двоє — бойових уражень.
4 березня 2020 року похований у м. Маріуполі — на Алеї Слави Старокримського кладовища.
Залишилися мама, дружина й маленька дитина. 

## Нагороди та вшанування
- Указом Президента України № 177/2020 від 12 квітня 2020 року за «особисту мужність і самовіддані дії, виявлені у захист державного суверенітету та територіальної цілісності України» нагороджений орденом «За мужність» III ступеня (посмертно)[2]